# Natrisol
Natrisol je referenční třída půd v Taxonomickém klasifikačním systému půd České republiky. Natrisoly jsou půdy s natrickým horizontem se slupkovitou strukturou. Obsah sodíku v sorpčním komplexu přesahuje 15 %. Do referenční třídy natrisoly náleží půdní typ slanec.

## Slanec SC
Slance jsou degradované solončaky, u nichž prosakující srážková voda vyplavuje rozpustné soli a koloidy do spodin. Protože zde voda více prosakuje než vzlíná, hromadí se soli v hlubších zónách. Tento proces se nazývá odsolení (resp. slancový proces).
Humusový horizont je zpravidla hlinitý, sypký, ale nedokonale vyvinutý mul. Pod ním se nachází tmavošedý, kvůli solím bělavě skvrnitý horizont, který je velmi tuhý, za vlhka nepropustný pro vodu a za sucha hrubě prismatické odlučnosti. 
Slance se nehodí pro pěstování zemědělských plodin.
Stratigrafie půdního profilu: Ah – Es – Bn – BC – C 